# Jokum Møller
Jokum Møller (* 6. Juli 1956 in Sisimiut) ist ein grönländischer Lehrer und Berufsschulleiter.

## Leben
Jokum Møller ist der Sohn des Fischers Eli Møller († 1990) und seiner Frau Jakobine Alaufesen († 1998). Er heiratete am 6. Juli 1996 die Dolmetscherin Amalie Salomonsen (* 1961).
Jokum Møller besuchte von 1974 bis 1976 die Schule in Aabenraa. Anschließend begann er eine Lehrerausbildung am Ilinniarfissuaq, die er 1980 abschloss. Er arbeitete von 1980 bis 1983 als Folkeskolelehrer in Maniitsoq. Anschließend war er von 1984 bis 1986 Studienberater an der Niuernermik Ilinniarfik in Nuuk und anschließend an der Sanaartornermik Ilinniarfik (Bauschule) in seiner Heimatstadt Sisimiut. 1990 wurde er zum Leiter der Berufsschule ernannt. Von 1999 bis 2003 war Mitglied in einer der Arbeitsgruppen der grönländischen Selvstyrekommission. 2011 wurde die Sanaartornermik Ilinniarfik mit der Saviminilerinermik Ilinniarfik (Eisen- und Metallschule) in Nuuk zusammengeschlossen und in Teknikimik Ilinniarfik (Teknikschule) umbenannt. Jokum Møller blieb Leiter der Berufsschule, an der mit rund 650 Studenten über ein Prozent der grönländischen Bevölkerung unterrichtet werden.